# Der Geizige

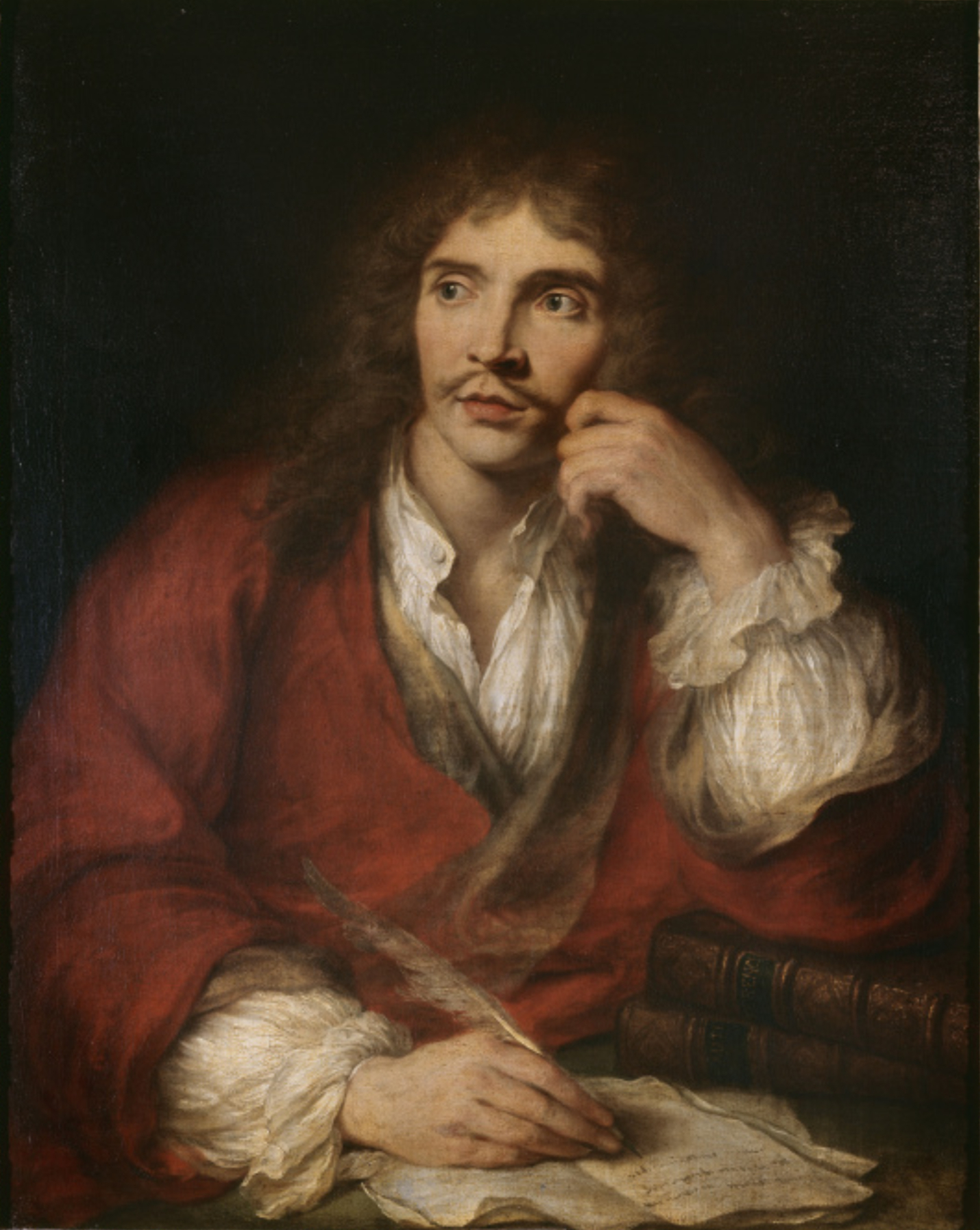
Molière, Porträt von Charles-Antoine Coypel

Der Geizige (Originaltitel: L’Avare, früher auch als Der Geizhals übersetzt) ist eine Komödie von Molière in fünf Akten und in Prosaform, die am 9. September 1668 im Théâtre du Palais-Royal uraufgeführt wurde. Molière nahm für das Stück wesentliche Anleihen bei der Komödie Aulularia des römischen Dichters Plautus.
In L’Avare wird der Typ des reich gewordenen, aber engstirnig und geizig gebliebenen Bürgers karikiert, der seine lebensfrohen und konsumfreudigen Kinder fast erstickt.

## Inhalt

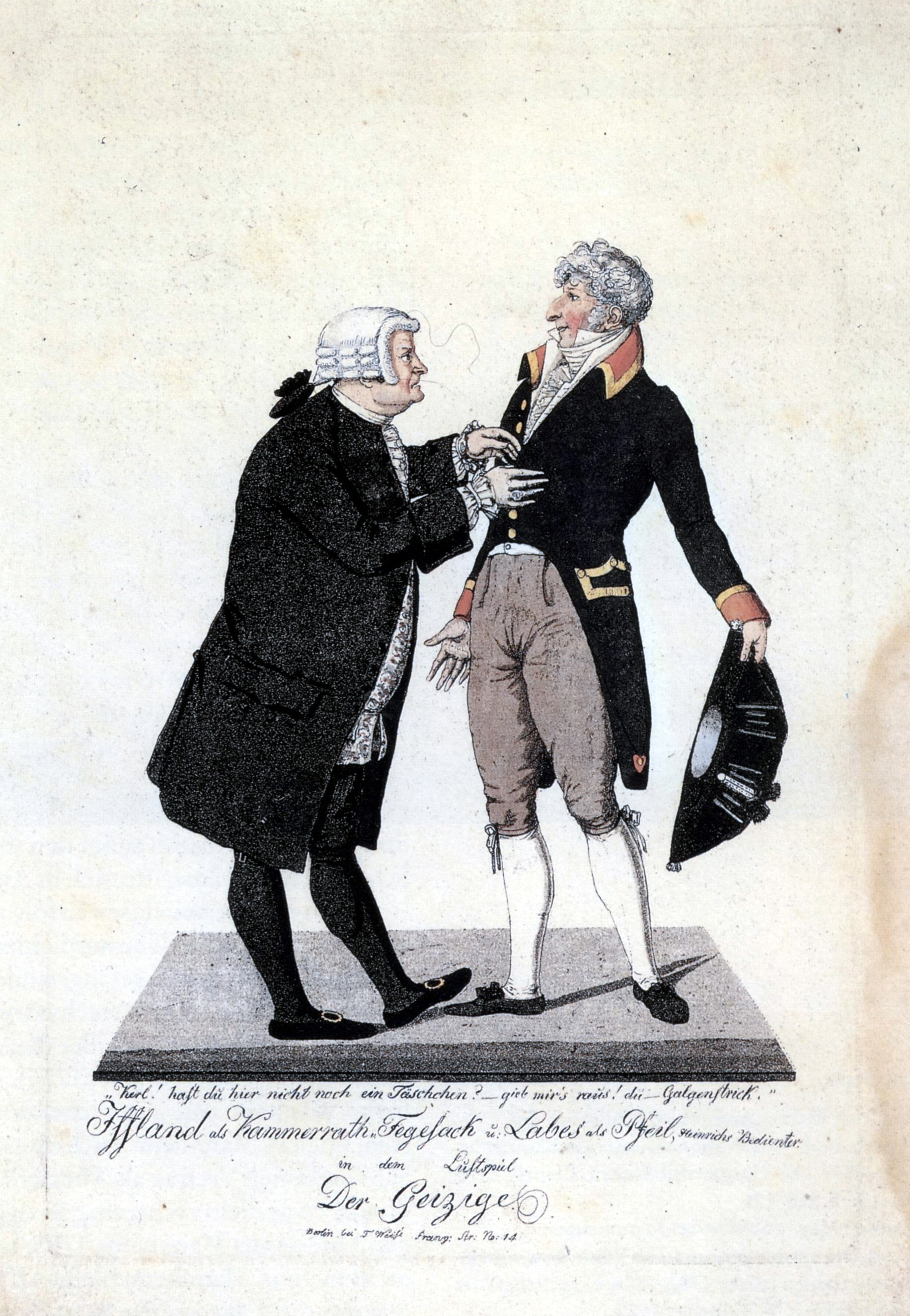
Iffland in der Hauptrolle und Franz Labes als La Flèche in Molières „Der Geizige“, I. Akt, 3. Auftritt, Lithographie von Friedrich Weise nach einer Berliner Aufführung um 1810

Akt I: Die Geschichte spielt sich in Paris ab. Der reiche und geizige Harpagon hat zwei Kinder: Élise, die in Valère verliebt ist, einen ehrenwerten Neapolitaner, der als Verwalter im Dienst ihres Vaters steht, und Cléanthe, der sich danach sehnt, Mariane zu heiraten, ein junges und besitzloses Mädchen.
Harpagon ist angsterfüllt, weil er im Garten eine Geldkassette mit 10.000 Goldécus vergraben hat und diese entdeckt und gestohlen werden könnte.
Argwöhnisch misstraut er jedem, sogar seinen Kindern.
Am Ende enthüllt er seine Absichten: Er will Mariane heiraten, Élise wird (ohne Mitgift) Anselm versprochen, einem Greis, und Cléanthe ist für eine Witwe bestimmt. Das junge Mädchen lehnt energisch ab, aber ihr Vater verlangt von Valère, dass er sie überzeugen soll. Dieser stimmt zwar zu, aber denkt schon daran, mit seiner Geliebten zu flüchten, wenn es nötig ist.
Akt II: Cléanthe, der nicht mehr auf seinen Vater hoffen kann, braucht dringend 15.000 Francs. La Flèche, sein Diener, übernimmt es für ihn, einen Geldverleiher zu finden. Ein Vermittler informiert ihn über die Bedingungen, die von einem übertriebenen Wucherer sind. Am Ende erkennt er, dass dieser Wucherer kein anderer als sein Vater ist, und die beiden streiten sich gewaltig.
Die Heiratsvermittlerin Frosine betritt die Szene und überzeugt Harpagon davon, dass Mariane ältere Männer bevorzugen würde und dass sie sich schon darauf vorbereitet und freut, ihn zu heiraten. Der Geizige ist skeptisch, weil Mariane nicht wohlhabend ist, aber Frosine überzeugt ihn, dass eine arme Person, die große Ausgaben gar nicht kennt, nur zu ihm passen kann.
Die Heiratsvermittlerin will sich für ihre Arbeit bezahlen lassen, aber Harpagon redet sich heraus und geht einfach.
Akt III: Harpagon hat Mariane zum Essen eingeladen, um den Heiratsvertrag unterschreiben zu lassen. Er hält seinem Gesinde eine Strafpredigt, insbesondere Maître Jacques, dass die Ausgaben sehr eingeschränkt werden sollen. Der Koch protestiert, doch der Verwalter Valère unterstützt den Geizigen. Es folgt ein heftiger Streit, in dessen Verlauf Maître Jacques Schläge mit einem Stock einsteckt. Von diesem Moment an denkt er an nichts anderes mehr, als sich zu rächen.
Frosine kommt und führt Mariane ins Haus, die nervös ist, da sie ja gleich ihren zukünftigen Ehemann kennenlernen wird.
Als dieser erscheint, ist sie angeekelt von seiner ganzen Gestalt. Jetzt trifft auch Cléanthe ein und Mariane erkennt ihn, das Objekt ihrer Begierde. Die beiden Verliebten unterhalten sich und gestehen, in Anwesenheit Harpagons, in zweideutigen Worten ihre gegenseitigen Gefühle.
Cléanthe zieht einen teuren Ring vom Finger seines Vaters und bietet ihn in seinem Namen Mariane an.
Harpagon begreift nicht, was vor sich geht, wird jedoch misstrauisch.
Akt IV: Die beiden Verliebten bitten Frosine einzugreifen und dem Geizigen zu sagen, dass er die unsinnige Heirat aufgeben soll. Harpagon überrascht seinen Sohn, als dieser Marianes Hand küsst, und fühlt sich sofort in seinem Verdacht bestätigt. Um seinen Sohn unter vier Augen zu sprechen und seine Wünsche zu erfahren, behauptet er, seine Pläne geändert und die Heirat abgeblasen zu haben. Der einfältige Sohn erzählt seinem Vater alles von seiner Liebe zu Mariane und seinem Verlangen sie zu heiraten; Harpagon verfällt in Rage und verflucht Cléanthe.
Maître Jacques greift ein, trennt die beiden und versöhnt sie, indem er beiden einredet, dass der jeweils andere aufgegeben hätte. Die Versöhnung ist von kurzer Dauer, der Streit eskaliert, nachdem Maître Jacques den Raum verlassen hat. Anschließend trifft La Flèche auf Cléanthe und zeigt ihm Harpagons Geldkassette, die er gerade geraubt hat. Harpagon schwört den wahren Schuldigen zu finden und ihn dem Vergehen gerecht zu bestrafen.
Akt V: Harpagon beauftragt einen Polizeikommissar, den Diebstahl seiner Geldkassette zu ermitteln. In seinem Wahn will Harpagon alle Pariser verhaften lassen. Maître Jacques rächt sich an Valère, indem er ihn als Dieb der Geldkassette denunziert. Man fordert diesen auf, seine Untat einzugestehen und zu erklären.
Valère missversteht die Situation, gibt seine Gefühle für Élise preis und gibt zu, dass sie heimlicherweise seine Verlobte sei. Ein weiteres Mal versteht es Harpagon zu spät und seine Wut packt ihn erneut.
Anselme, der Élise heiraten soll, betritt die Szene, während Valère seine Geschichte erzählt. Der alte Mann begreift, dass Valère und Mariane seine Kinder sind. Er war davon überzeugt, dass sie vor langer Zeit bei einem Schiffbruch umgekommen seien. Cléanthe wird nun Mariane heiraten und Valère Élise. Harpagon bleibt allein, hat aber sein Geld wieder.

## Darstellung im Film
1980 wurde der Stoff weitgehend authentisch mit Louis de Funès in der Rolle des Harpagon verfilmt. In Deutschland hatte der Film den Titel Louis, der Geizkragen, in Frankreich L’Avare. In einer Szene sind anfangs einzelne, dann zunehmend mehr Werbeplakate für das Theaterstück zu sehen.

## Musik
1799 vertonte der deutsche Komponist Johann Simon Mayr den Stoff in seiner Oper L’avaro.